# کاروانسرای تیمچه پرویز
کاروانسرای تیمچه پرویز مربوط به دوره قاجار است و در رفسنجان، میدان ابراهیمی، کوچه زین‌العابدین واقع شده و این اثر در تاریخ ۲۴ اسفند ۱۳۸۳ با شمارهٔ ثبت ۱۱۳۸۶ به‌عنوان یکی از آثار ملی ایران به ثبت رسیده است.